# Kleitos Erōtokritou
Kleitos Erōtokritou (in greco: Κλείτος Ερωτοκρίτου; 21 settembre 1958) è un ex calciatore cipriota, di ruolo difensore.

## Carriera

### Club
Ha giocato nella massima serie del campionato cipriota con l'Omonia Nicosia.

### Nazionale
Ha esordito con la nazionale cipriota nel 1980, giocando 29 partite fino al 1986.